# 田坪乡
田坪乡，是中华人民共和国宁夏回族自治区固原市西吉县下辖的一个乡镇级行政单位。

## 行政区划
田坪乡下辖以下地区：
田坪村、赵岔村、燕李村、赵坪村、李沟村、庙山村、碱滩村、腰庄村、黄家岔村、黄家三岔村、二岔村和南岔村。